# 강정화
강정화(1981년 5월 29일 ~ )는 대한민국의 배우다.

## 학력
- 뉴사우스웨일스 대학교 경영학과

## 연기 활동

### 드라마
- 2003년 MBC 특별기획드라마 《대장금》 ... 조동 역
- 2004년 SBS 금요드라마 《아내의 반란》 ... 장미애 역
- 2005년 SBS 월화드라마 《불량 주부》 ... 남은미 역
- 2005년 SBS 특별기획 《해변으로 가요》 ... 민주희 역
- 2006년 MBC 월화미니시리즈 《넌 어느 별에서 왔니》 ... 윤미현 역
- 2007년 KBS 1TV 일일연속극 《하늘만큼 땅만큼》 ... 윤은주 역
- 2007년 MBC 특별기획 주말드라마《케 세라 세라》 ... 미연 역 (우정출연)

### 영화
- 2004년 《분신사바》 ... 강소정 역
- 2010년 《댄싱 닌자》 ... Kimi 역

### 뮤직비디오
- 2004년 유리상자 - 사람찾기
- 2004년 세븐 - 열정
- 2005년 은휼 - 더딘사랑
- 2008년 FT 아일랜드 - Heaven

### MC
- 2003년 엠넷 《와이드 연예뉴스》
- 2006년 MBC 《말달리자》- 방송인 김제동과 함께 진행